# Dumpu (Papouasie-Nouvelle-Guinée)
Dumpu est un village de la haute vallée de Ramu en province de Madang (Papouasie-Nouvelle-Guinée). 
Pendant la Seconde Guerre mondiale, le village devint le quartier général divisionnaire de la 11e division australienne.
La langue Dumpu ou Watiwa est parlée dans le village.